# Свободная любовь
Свобо́дная любо́вь (англ. free love) — в узком смысле внебрачный секс, половое сношение между лицами, которые не состоят в браке друг с другом.
В более широком смысле — мировоззрение, популярное некогда в среде хиппи, сейчас же характерное для многих молодёжных движений, заключающееся в отношении к сексу как к чему-то отдельному от постоянных официально зарегистрированных отношений (таковые отношения и даже давнее знакомство не являются хоть сколь-либо обязательными условиями, наличие серьёзных отношений не обязывает партнёров к верности); это мировоззрение не ограничивается сексуальными отношениями, а предполагает, что:
- человек не делает ничего, что может задевать свободу другого;
- человек не задевает свободу другого;
- ревность, как проявление чувства собственности по отношению к партнёру и его телу, неприемлема.

Формой свободной любви для женатых пар является свинг.

## В произведениях искусства
В литературе идеи свободной любви отражены в творчестве О. Хаксли («О дивный новый мир», «Остров») и Р. Хайнлайна («Нам, живущим»).

### Кинематограф
- Эммануэль (1974)
- Эммануэль 2 (1975)
- Прожить жизнь с Пикассо (1996)
- Фрида (2002)
- Мой муж гений (2008)